# منتخب كوبا لكرة الماء
منتخب كوبا الوطني لكرة الماء هو المنتخب الذي يمثل كوبا في منافسات كرة الماء للرجال، ويقوم إتحاد كوبا لكرة الماء بإدارة شؤونه، أبرز إنجازاته هو فوزه بالمركز الثالث في كأس العالم لكرة الماء في سنة 1981 كما فاز بالميدالية الذهبية في دورة الألعاب الأمريكية 1991.